# 野口幸弘
野口 幸弘（のぐち ゆきひろ、1935年 - ）は、西南学院大学人間科学部社会福祉学科元教授。元人間科学部長。大学院人間科学研究科非常勤講師。教育学修士、LD教育士スーパーバイザー。福岡市保健福祉審議会 障がい者保健福祉専門分科会委員。福岡市強度行動障がい者支援調査研究会座長。福岡市障がい者等地域生活支援協議会会長として福岡市の強度行動障がい者集中支援事業を実施する拠点「障がい者地域生活・行動支援センターか～む」の開設、運営に尽力した。

## 経歴
- 筑波大学大学院修士課程（教育学修士）修了[10]
- 筑波大学大学院博士課程単位取得退学[1]
- 筑波大学技官[1]
- 1988年 ： 九州子ども発達研究センター入職[11]
- 1992年 ： 大野城すばる園園長[11]
- 2000年 ： おおほり苑施設長[12][13]
- 2019年3月 ： 西南学院大学を退職[14]
- 2019年6月14日 ： 社会福祉法人福岡障害者支援センター理事長[15]

## 主な著作
- 長畑正道・小林重雄・野口幸弘・園山繁樹(編著)　2000　行動障害の理解と援助　コレール社
- 小林重雄・園山繁樹・野口幸弘(編著)　2003　自閉性障害の理解と援助　コレール社
- 斎藤美麿・野口幸弘・青木邦男(編著)　2009　発達障害の理解と支援　ふくろう出版
- E.エマーソン・S.L.アインフェルド(著)　園山繁樹・野口幸弘(監訳)　2022　チャレンジング行動 ー強度行動障害を深く理解するために　二瓶社